# Plexippus veles
Plexippus veles är en spindelart som beskrevs av Tord Tamerlan Teodor Thorell 1878. Plexippus veles ingår i släktet Plexippus och familjen hoppspindlar. Inga underarter finns listade i Catalogue of Life.